# Cryptocephalus podager
Cryptocephalus podager là một loài bọ cánh cứng trong họ Chrysomelidae. Loài này được Seidlitz miêu tả khoa học năm 1867.